# 恩佐·馬雷斯卡
恩佐·馬雷斯卡（義大利語：Enzo Maresca），前意大利足球運動員，退役後擔任教練，現時執教英超球隊車路士。

## 生平
恩佐·马雷斯卡出自AC米蘭青训，早年曾在英國球會西布罗姆维奇效力兩季。其後回到意大利祖雲達斯。
綜其球員生涯都未能擠上一線，在祖雲達斯一直都只能被外借，其後返回祖雲達斯，也幾乎沒上過陣。2004年轉投佛罗伦萨，只打了一季又被賣回祖雲達斯。還沒有正式球衣，便於2005年8月以250萬歐元轉會去西甲球隊塞維利亞。
2009年7月，馬雷斯卡轉會至希臘聯賽球隊奥林匹亚科斯。
2012年8月30日，意大利桑普多利亞正式簽下了此前效力於西甲馬拉加的馬雷斯卡。
2014年1月，马雷斯卡加盟意乙巴勒莫。2016年，他加盟维罗纳，并在2017年生日当天宣布退役
。

## 執教生涯
2023年6月，李斯特城降班英冠後，聘請了馬雷斯卡為新領隊。2024年4月26日列斯聯以0-4大敗給昆士柏流浪後，李斯特城提早兩輪聯賽鎖定首兩名升班資格，降落英冠一年後重返英超。4月29日，李斯特城作客以3-0大勝普雷斯頓，提早一輪鎖定英冠冠軍。
2024年6月3日，英超球會車路士正式宣布聘請馬雷斯卡擔任領隊。

## 球員時代榮譽
尤文圖斯
- 義大利甲組足球聯賽冠軍 : 2001–02
- 意大利超級盃冠軍 : 2003

塞維利亞
- 西班牙國王盃冠軍 : 2006–07
- 西班牙超級盃冠軍 : 2007
- 歐霸盃冠軍 : 2005–06，2006–07
- 歐洲超級盃冠軍 : 2006

巴勒莫
- 意大利足球乙級聯賽冠軍 : 2013–14

## 執教時期榮譽
曼城U23
- 英格蘭足球超級聯賽2冠軍 : 2020–21

李斯特城
- 英格蘭足球冠軍聯賽冠軍 : 2023–24[6]

切尔西
- 欧足联欧洲协会联赛冠军：2024–25
- 世界冠軍球會盃冠軍：2025[7]